# Macoma biota
Macoma biota is een tweekleppigensoort uit de familie van de Tellinidae. De wetenschappelijke naam van de soort is voor het eerst geldig gepubliceerd in 2005 door Arruda & Domaneschi.